# GNOME Foundation
GNOME Foundation — некоммерческая организация, которая базируется в американском городе Пало-Алто штата Калифорния и координирует усилия в проекте GNOME.

## Цель
GNOME Foundation работает над содействием цели проекта GNOME: создать вычислительную платформу для использования широкой общественностью, являющуюся полностью свободным программным обеспечением. Он был основан 15 августа 2000 года компаниями Compaq, Eazel, Helix Code, IBM, Red Hat, Sun Microsystems и VA Linux Systems.
Для достижения этой цели Фонд координирует релизы GNOME и определяет, какие проекты являются частью GNOME. Фонд действует в качестве официального голоса проекта GNOME, обеспечивая средства общения с прессой и с коммерческими и некоммерческими организациями, заинтересованными в программном обеспечении GNOME. Фонд может производить учебные материалы и документацию, чтобы помочь общественности узнать о программном обеспечении GNOME. Кроме того, он может спонсировать конференции, связанные с GNOME, такие как GUADEC и Boston Summit, представлять GNOME на соответствующих конференциях, организуемых другими, помочь в создании технических стандартов для проекта, а также содействовать использованию и развитию программного обеспечения GNOME.

## Руководство
С февраля 2017 года исполнительным директором Фонда является Нил Макговерн. Исполнительный директор выбирается и нанимается Советом директоров GNOME.

## Совет директоров
Совет директоров Фонда избирается каждый год посредством выборов, проводимых избирательным комитетом GNOME Foundation. По состоянию на 2016 год членами Совета являются: Александр Франке, Аллан Дей, Козимо Чекки, Джим Холл, Мег Форд, Нуритци Санчес и Шон Маккэнс.

### Известные бывшие члены совета директоров
- Бехдад Эсфахбод (2007—2010)
- Нэт Фридман (2001—2003)
- Джим Геттис (2000—2002)
- Мигель де Икаса (2000—2002)
- Раф Левин (2000—2001)
- Майкл Микс (2001)
- Федерико Мена-Кинтеро (2000—2001, 2004—2005)
- Хэвок Пеннингтон (2000—2001)
- Сторми Питерс (2011—2012)
- Карен Сэндлер (2014—2016)
- Джим Холл (2016—2017)
- Луис Вилла (2002—2006, 2008—2009)
- Джефф Во (2003—2004, 2006—2008)

## Членство
Все участники GNOME могут подать заявку, чтобы стать членом Фонда. Все члены имеют право баллотироваться в Совет директоров, голосовать на выборах в Совет и предлагать референдумы для голосования.

## Консультативный совет
Консультативный совет GNOME Foundation — это орган организаций и компаний, которые хотят тесного общения с Советом директоров и проектом GNOME. Организации могут присоединиться к Консультативному совету за ежегодную плату между 5000 долларов США и 10 000 долларов США, или быть приглашены в качестве некоммерческой организации.
На 2010 год, членами Консультативного совета являются: Canonical Ltd., Debian, Free Software Foundation, Google, Hewlett-Packard, IBM, Igalia, Intel, Motorola, Mozilla Foundation, Nokia, Novell, OLPC, Red Hat, Software Freedom Law Center, Sugar Labs и Sun Microsystems.